# 加藤勝康 (政治家)
加藤 勝康（かとう まさやす、1887年2月 - 1956年8月30日）は、日本の政治家。衆議院議員（1期）。

## 経歴
福井県出身。福井県立武生中学校(現・福井県立武生高等学校)で学ぶ。製糸業を営み、武生町実業会会頭、同町政調査委員、福井県会議員となる。
1924年1月、福井4区から高島七郎右衛門の死去による補欠選挙で立憲政友会公認で立候補して当選する。衆議院議員を1期務め、1924年の第15回衆議院議員総選挙には立候補しなかった。1956年に死去した。